# Gabriel Rożniecki
Gabriel Rożniecki (ur. 1815, zm. 7 września 1887 w Warszawie) – polski kompozytor i śpiewak.

## Życiorys
Był synem generała Aleksandra Rożnieckiego. Studiował we Francji. Zaciągnąwszy się do Legii Cudzoziemskiej, walczył w Algierii. Podczas Wiosny Ludów zaciągnął się do wojsk Giuseppe Garibaldiego we Włoszech, wziął udział w walkach w Lombardii, Piemoncie, Toskanii i Rzymie. W Rzymie kontynuował studia i został dyrygentem chóru kościelnego. Po powrocie do Polski był kapelmistrzem Teatru Wielkiego i wykładowcą Warszawskiego Instytutu Muzycznego. Po zwolnieniu z Teatru Wielkiego prowadził pralnię chemiczną. Jego żoną była tancerka Maria Freytag, z którą miał córkę Józefę.
Skomponował m.in. uwertury do baletu Meluzyna (1859) i dramatu Ewa, opery Rekruci czyli Krzyż wojskowy (1859, wycofana po próbie generalnej w Teatrze Wielkim) i Esterka (niedokończona), komedie muzyczne Za piękny (wyst. Warszawa 1863) i  Żywy nieboszczyk (wyst. Warszawa 1875), operetkę Czary (wyst. Warszawa 1881), balet Rusałka (1860), Kwartet smyczkowy i miniatury fortepianowe.